# União das Freguesias de Noura e Palheiros
Die União das Freguesias de Noura e Palheiros ist eine portugiesische Gemeinde (Freguesia) im Kreis (Concelho) Murça im Norden Portugals.

## Geschichte
Die Gemeinde entstand im Zuge der Gebietsreform vom 29. September 2013 durch die Zusammenlegung der ehemaligen Gemeinden Noura und Palheiros.
Noura wurde Sitz der neuen Verwaltung.

## Demographie
| Freguesia | Freguesia         | Freguesia | Freguesia       | ehemalige Freguesias | ehemalige Freguesias | ehemalige Freguesias | ehemalige Freguesias |
| --------- | ----------------- | --------- | --------------- | -------------------- | -------------------- | -------------------- | -------------------- |
| Wappen    | Freguesia         | Einwohner | Fläche in (km²) | Wappen               | Freguesia            | Einwohner            | Fläche in (km²)      |
|           | Noura e Palheiros | 812       | 41,72           |                      | Noura                | 575                  | 14,65                |
|           | Noura e Palheiros | 812       | 41,72           | Palheiros            | 332                  | 27,07                |                      |